# الیزابت آلدرفر
الیزابت آلدرفر (انگلیسی: Elizabeth Alderfer؛ زادهٔ ۵ فوریهٔ ۱۹۸۶) بازیگر اهل ایالات متحده آمریکا است.
از فیلم‌ها یا مجموعه‌های تلویزیونی که وی در آن‌ها نقش داشته‌است، می‌توان به نارنجی مد جدید است و همسر خوب اشاره نمود.